# Anamirta cocculus
Anamirta cocculus (basioniem: Menispermum cocculus) is een klimplant die voorkomt in Zuidoost-Azië en India. In de vruchten - bekend als Cocculus indicus - is  picrotoxine aanwezig, een giftig alkaloïde met stimulerende eigenschappen. De handel in deze bessen is verboden naar Belgisch recht.
Ze wordt ook kokkelsbes of Levantse bes genoemd. Men gebruikte de bes vroeger om vissen te verdoven en makkelijker te vangen.

## Strafbaarstelling naar Belgisch recht
De handel in Levantische bessen (Frans: la coque du Levant) is in België verboden op grond van de wet van 25 februari 1913 tot het verbieden van den handel in Levantsche bessen.
Artikel 1 van deze wet bepaalt:
Het is verboden de Levantsche bes uit te stallen voor den verkoop in 't klein en deze zelfstandigheid te verkoopen in kleinere hoeveelheid dan 50 kilogram, behalve aan apothekers met apotheek.
Het is eveneens verboden aan al degenen die geen apothekers zijn met apotheek, de Levantsche bes in kleinere hoeveelheid dan hierboven is aangeduid te koopen of te houden.
Is nog verboden het leuren en zelfs het dragen en vervoeren van zulke hoeveelheden van deze zelfstandigheid, ten ware deze aan een apotheker verkocht en geleverd wordt en van een rekening van den verkooper vergezeld weze.
Artikel 2 stelt vervolgens:
Het is den apothekers verboden de picrotoxine en andere artsenijkundige bereidingen der Levantsche bes anders dan op voorschrift van een geneesheer te verkoopen.
Inbreuken op deze wet worden gestraft met een geldboete van 26 tot 300 euro, te vermeerderen met de opdecimes (art. 3, eerste lid Wet 1913). In geval van recidive wordt deze geldboete verdubbeld (art. 3, eerste lid Wet 1913). Overtreders worden bestraft door de politierechtbank (art. 4 Wet 1913).